# Trije mušketirji (film, 1973)
Trije mušketirji (izvirni naslov The Three Musketeers) je pustolovski film iz leta 1973, povzet po istoimenskem romanu Alexandra Dumasa. Film je režiral Richard Lester, scenarij je ustvaril George MacDonald Fraser, sicer poznan po seriji zgodovinskih romanov v stripu 
o Flashmanu. Film so prvotno načrtovali izdati v 60. letih kot propaganda za glasbeno skupino The Beatles, s katero je Lester sodeloval že v dveh filmih poprej. Prvotni namen ustvarjalcev je bil predvajati film, dolg 3 ure, a so ga nato razrezali in razdelili v dva samostojna filma, Trije mušketirji in njegovo nadaljevanje, Štirje mušketirji. Prav tako igralcev niso obvestili, da hkrati snemajo dva ločena filma. Kasneje se edino Charlton Heston, ki je za svojo vlogo kardinala Richelieuja prejel čedno plačilo, ni počutil prevaranega zavoljo te dvojnosti. Leta 1989 se je ista igralska zasedba ponovno zbrala skupaj in posnela film Vrnitev mušketirjev, ki se je v osnovi nanašal na Dumasov roman Dvajset let pozneje. 
Film se je strogo naslanjal na roman, a je tudi vpeljal precej humorja. Snemanje je vodil David Watkins, pri akcijskih (večinoma mečevalskih) prizorih pa je svoj delež dodal mojster mečevanja William Hobbs. Akcijske scene so posebne v tem, da smešijo amaterske akcijske prizore filmov iz 40. in 50. let, prav tako pa je v teh akcijskih prizorih več elementov pretepa kot mečevanja, saj liki namesto mečev redno in spretno uporabljajo kolena, pesti, pohištvo in celo perilo. Humor pa včasih preklopi na opolzkost, predvsem nekatere dvoumne fraze in abotni humor sta tista, ki se v polni meri lotita Raquel Welch (v vlogi Constance Bonacieux) in njenih čarov, kar pa filmu doda še neko humorno razsežnost. 

## Igralska zasedba
- Michael York - d'Artagnan
- Oliver Reed - Atos
- Frank Finlay - Portos
- Richard Chamberlain - Aramis
- Jean-Pierre Cassel - (kralj) Ludvik XIII.
- Geraldine Chaplin - (kraljica) Ana Avstrijska
- Charlton Heston - kardinal Richelieu
- Faye Dunaway - Milady de Winter
- Christopher Lee - Grof de Rochefort
- Simon Ward - Vojvoda Buckinghamski
- Raquel Welch - Constance Bonacieux
- Spike Milligan - M. Bonacieux
- Roy Kinnear - Planchet